# François Lachenal
Pour les articles homonymes, voir Lachenal.
François Paul Lachenal, né à Genève en 1918 et mort dans la même ville en 1997, est un éditeur suisse qui joue, dès 1940, lors de l'occupation de la France par l'Allemagne, un rôle important dans la publication et la diffusion des écrits de la résistance littéraire française face au nazisme.

## Biographie
Sous l'égide de l'écrivain suisse Edmond Gilliard (1875–1969), cofondateur des Cahiers Vaudois avec Paul Budry et Charles-Ferdinand Ramuz, qui en suggère le nom, François Lachenal participe à la création à Lausanne en octobre 1940 de la revue littéraire Traits (1940–1945), opposée à « l'ordre nouveau prôné par Hitler ». À la fin des années 1930 il avait rencontré en Suisse Pierre Seghers et Pierre Emmanuel à qui il s'était lié. Sur la fin de 1941 ils lui envoient chacun un poème (autour de l'assassinat des otages de Nantes et de Châteaubriant) que Traits donne sans signature, premiers poèmes résistants anonymes à être publiés.
En 1942, alors qu'il est à Bâle où il avait passé ses examens de droit et prépare une thèse de doctorat sur Le Parti politique. Sa fonction de droit public, François Lachenal est nommé attaché à la Légation de Suisse à Vichy qui doit renforcer ses effectifs depuis qu'elle représente, après l'occupation de la zone libre, les intérêts de la Grande-Bretagne, des États-Unis et de quantité de pays en guerre avec Allemagne. Arrivé à Vichy le 21 novembre 1942 il demeure en France, muté durant quelques mois au consulat de Suisse à Marseille au printemps 1943 puis à Lyon pendant l'été 1944 en fonction de vice-consul, jusqu'à sa nomination à Berlin en octobre.
Dès son arrivée à Vichy Lachenal fait suivre en France  les recueils édités en Suisse par les Cahiers du Rhône fondés en 1941 par Albert Béguin (Alain Borne, Loys Masson, Paul Éluard). Il ne cessera de passer en Suisse, dans ses bagages ou ceux de ses collègues diplomates, les manuscrits qui ne peuvent être édités en France, de transporter en France les volumes imprimés en Suisse et de les faire circuler. En décembre 1942 il rencontre, à Dieulefit, Pierre Emmanuel et, à Villeneuve-lès-Avignon, Pierre Seghers qui lui fait connaître notamment Emmanuel Mounier, Loys Masson, André Frénaud et Alain Borne, Elsa Triolet et Louis Aragon.
Dès avant son arrivée en France, Lachenal avait formé avec Jean Descoullayes le projet de publier aux Éditions des Trois Collines, créées en 1935 à Lausanne, la ville des trois collines, par Jean Descoullayes et Louis Junod, « un recueil de poèmes engagés et anonymes » semblables à ceux qu'Emmanuel et Seghers avaient envoyés pour Traits. Il parle de ce projet à Seghers qui en fait part à Éluard. Les poèmes réunis par Seghers et ceux que rassemblent Éluard et Jean Lescure constitueront L'Honneur des poètes, édité en France même par les Éditions de Minuit clandestines le 14 juillet 1943.
Début 1943 Lachenal projette parallèlement de reprendre aux Trois Collines, désormais établies à Genève sous sa direction et celle de Jean Descoullayes, Le Silence de la mer de Vercors. La censure suisse exigeant la suppression de quelques mots, Lachenal et Descoullayes le publient clandestinement au printemps 1943 aux éditions À la Porte d'Ivoire, nom suggéré par Jean Starobinski, qu'ils créent à cet effet. Ils y éditent également Poèmes français, ajoutant au « fond commun » proposé par Seghers à L'Honneur des poètes onze autres poèmes anonymes.
À Pâques 1943 François Lachenal  rencontre chez Pierre Emmanuel à Dieulefit Jean Lescure qui prépare Domaine français (Messages 1943). Il lui propose de l'éditer aux Trois Collines. L'essentiel du manuscrit, remis à Vichy par Lescure à Lachenal, est emporté durant l'automne 1943 en Suisse par le ministre de Hongrie à Vichy, S. E. Bakasch Besseniey, et les textes manquants suivent dans les bagages de S. E. Hiott, Ministre de Roumanie. Domaine français, véritable somme réunissant « tout ce que la France avait de plus illustre dans les différentes expressions de la littérature » de façon à « faire assumer collectivement à la littérature française l'honneur de l'insoumission », est imprimé en décembre.
« Cette période fut, pour la Suisse, entre autres devoirs, l'occasion de prendre le relais de l'édition française — voire d'être un refuge — et, pour moi, de tirer pleinement profit de mon poste à Vichy en jouant au « porteur de valises », comme l'on disait déjà », note quarante ans plus tard Lachenal.
En juillet 1943, à Paris, Éluard, que lui fait rencontrer Jean Lescure, lui propose d'éditer le manuscrit encore inédit d'Ubu cocu d'Alfred Jarry, remis par Picasso et l'ouvrage paraîtra en septembre 1944.  Simultanément s'ébauche avec Lescure, qui a obtenu l'accord de Raymond Queneau, André Frénaud, Georges Bataille et Jean-Paul Sartre, le projet d'une collection intulée Domaine de Paris qui n'aboutira pas. Un Domaine russe sera par contre publié en septembre 1944, un Domaine grec en juin 1947.
En février 1944 Éluard confie à Lachenal le recueil Le Lit la table qui sera édité par les Trois Collines la même année. Il lui fait également parvenir le manuscrit du roman Paille noire des étables de Louis Parrot qui paraîtra en décembre sous son pseudonyme Margeride, tandis que Les Amants d'Avignon, roman d'Elsa Triolet, est édité en mai sous celui de Laurent Daniel. C'est la même année que Lachenal a l'idée d'une collection, sous le nom de Classiques de la liberté, pour laquelle il serait demandé « à un écrivain ou à un philosophe de choisir, dans l'œuvre d'un auteur classique, des textes appropriés au présent et de lui consacrer une préface ». Élaboré chez Jean Paulhan, avec Bernard Groethuysen qui allait diriger la collection, le projet se réalise en mai 1946 avec un premier volume consacré à Descartes présenté par Sartre.
À partir de 1944 Lachenal développe aux Trois collines sous le nom Les grands peintres par leurs amis une autre collection qui s'ouvre en décembre sur À Pablo Picasso d'Éluard, se poursuivra en 1946  par Braque le patron de Paulhan, en 1947 André Masson et son univers de Michel Leiris et Georges Limbour, en 1948 Chagall ou l'orage enchanté de Raïssa Maritain, en 1949 Fernand Léger et le nouvel espace de Douglas Cooper. Parallèlement Lachenal édite Voir d'Éluard, ensemble de poèmes dédiés aux peintres qui lui sont proches. Éluard dirigera également la collection Le Point d'Or, dans laquelle est réédité en 1946 son recueil Le lit la table, que suivent en 1947 la réédition de Sources du vent de Pierre Reverdy et en 1948 Coordonnées de Guillevic.
À partir de 1953 il siège au conseil directeur de la société pharmaceutique Boehringer Ingelheim. Il a fondé et il a organisé les Internationale Tage (Journées internationales) de Ingelheim, un festival d'art qui est dédié chaque année à un thème différent. Lachenal est également très actif dans le monde de la musique contemporaine. Il se rend régulièrement à Darmstadt et c'est lui qui ira trouver Jacques Guyonnet lors de l'un de ses premiers concerts pour lui proposer d'aller à Darmstadt rejoindre Pierre Boulez. Son intervention sera décisive dans la carrière du compositeur genevois. C'est a Darmstadt qu'il fait connaissance avec Luis de Pablo. Il le revoit par son neveu Daniel Garbade a Madrid en 1988 lors de la préparation de l'exposition des œuvres du Prado.
L'activité des Éditions des Trois Collines se poursuit jusqu'en 1965. Au total c'est un catalogue d'une cinquantaine de numéros de la revue Traits et d'une centaine de titres sous la marque des Trois Collines et À la Porte d'Ivoire qu'aura constitué François Lachenal entre 1940 et 1965. Il poursuivra, après cette date, de façon plus sporadique, des activités éditoriales qui témoignent de la justesse de son goût et de son attachement à la liberté.
Les archives (1940–1965) de ces publications, collections complètes et correspondances avec imprimeurs et écrivains, ont été confiées par François Lachenal à l'IMEC. En 1995 une exposition retraçant le parcours de sa vie d'éditeur et le rôle de passeur qu'il joua pendant la guerre est présentée à Paris au Centre Culturel Suisse.

### De François Lachenal
- François Lachenal (préf. Jean Lescure), Éditions des Trois Collines, Genève-Paris, Paris, IMEC, coll. « L'edition contemporaine », 1er octobre 1995, 162 p. (ISBN 978-2-908295-26-9).
- * François Lachenal, Robert Boehringer (sous la dir. de): Ingelheim am Rhein. 774–1974. Boehringer-Ingelheim 1974.

### Sur François Lachenal
- Exposition Résistance–Déportation, Création dans le bruit des armes, Chancellerie de l'Ordre de la Libération, Paris, 1980.
- Lucien Scheler, La grande espérance des poètes, 1940-1945, Paris, Temps actuels, coll. « Littérature Française », 16 mars 1982, 388 p. (ISBN 978-2-201-01569-4)
- Jean Lescure, Poésie et liberté : histoire de Messages, 1939-1946, Paris, Editions de L'IMEC, coll. « Edit. Contemporaine », 1998, 472 p. (ISBN 978-2-908295-38-2).
- Archives des années noires. Artistes, écrivains et éditeurs, documents réunis et présentés par Claire Paulhan et Olivier Corpet, préface de Jérôme Prieur, Institut Mémoires de l'édition contemporaine, Paris, 2004, 144 p.  (ISBN 2908295717)
- Robert O. Paxton, Olivier Corpet et Claire Paulhan, Archives de la vie littéraire sous l'Occupation, À travers le désastre, Éditions Taillandier et les Éditions de l'IMEC, 2009, 448 p.  (ISBN 978-2-84734-585-8) (p. 230, 256, 259, 282, 299, 302, 306, 312-315 et 336)